# Englische Cricket-Nationalmannschaft in Pakistan in der Saison 1961/62
Die Tour der englischen Cricket-Nationalmannschaft nach Pakistan in der Saison 1961/62 fand vom 21. Oktober 1961 bis zum 7. Februar 1962 statt. Die internationale Cricket-Tour war Bestandteil der Internationalen Cricket-Saison 1961/62 und umfasste drei Tests. England gewann die Serie 1–0.

## Vorgeschichte
Für beide Mannschaften war es die erste Tour der Saison. Während der Tour fanden auch die Spiele der Tour Englands in Indien statt.
Das letzte Aufeinandertreffen der beiden Mannschaften bei einer Tour fand in der Saison 1954 in England statt.

## Stadien
Die folgenden Stadien wurden für die Tour als Austragungsort vorgesehen.
| Stadion                      | Stadt   | Kapazität | Spiele  |
| ---------------------------- | ------- | --------- | ------- |
| Bangabandhu National Stadium | Dhaka   | 36.000    | 2. Test |
| National Stadium             | Karachi | 34.228    | 3. Test |
| Lahore Stadium               | Lahore  | 60.000    | 1. Test |

## Kaderlisten
Die Mannschaften benannten die folgenden Kader.
| Test | Test |
| Pakistan | England |
| --- | --- |
| - Imtiaz Ahmed (K, wk) - Antao D’Souza - Afaq Hussain - Alimuddin - Fazal Mahmood - Hanif Mohammad - Haseeb Ahsan - Intikhab Alam - Javed Burki - Mahmood Hussain - Mohammad Munaf - Mushtaq Mohammad - Nasim-ul-Ghani - Saeed Ahmed - Shujauddin - Wallis Mathias | - Ted Dexter (K) - David Allen - Bob Barber - Ken Barrington - Alan Brown - Barry Knight - Tony Lock - Geoff Millman (wk) - John Murray (wk) - Peter Parfitt - Geoff Pullar - Peter Richardson - Eric Russell - Mike Smith - Butch White |

## Tests

### Erster Test in Lahore
| 21. – 26. Oktober Scorecard | Lahore | Pakistan 387 (142.5) & 200 (75.5) | – | England 380 (174.1) & 209-5 (59) |
|                             |        | England gewinnt mit 5 Wickets     |   |                                  |

Pakistan gewann den Münzwurf und entschied sich als Schlagmannschaft zu beginnen.

### Zweiter Test in Dhaka
| 19. – 24. Januar Scorecard | Dhaka | Pakistan 393-7d (192.3) & 216 (134.1) | – | England 439 (181) & 38-0 (16) |
|                            |       | Remis                                 |   |                               |

Pakistan gewann den Münzwurf und entschied sich als Schlagmannschaft zu beginnen.

### Dritter Test in Karachi
| 2. – 7. Februar Scorecard | Karachi | Pakistan 253 (95) & 404-8 (167) | – | England 507 (233.5) |
|                           |         | Remis                           |   |                     |

Pakistan gewann den Münzwurf und entschied sich als Schlagmannschaft zu beginnen.